# Capitalismo naturale
Il capitalismo naturale è un insieme di tendenze e riforme economiche per premiare l'efficienza ed il risparmio di energia e materiali - e rimuovere gli standard professionali e le convenzioni contabili che impediscono tali efficienze. È emerso negli anni 1990 come teoria coerente su come sfruttare i sistemi di mercato ed i meccanismi dell'economia neoclassica per risparmiare energia, scoraggiare lo spreco, imitare l'ecologia (biomimetica) e in generale per sostenere gli obiettivi dell'ambientalismo riformulando le relazioni di merce e prodotto come una precisa economia di servizi - estendendo i servizi del capitale naturale.
Se scritto in maiuscolo come Capitalismo Naturale (Natural Capitalism), il termine si riferisce solitamente all'insieme specifico delle riforme descritte nel 1999 da Paul Hawken, Amory Lovins e Hunter Lovins nel libro omonimo. Vi è una teoria ben sviluppata del capitale naturale antecedente a quest'opera e un certo uso generico della frase da applicare all'economia ambientale. 
Un movimento correlato e a volte sovrapposto crede che le reti siano modi inefficienti per fornire servizi e propugna gli edifici autonomi.
Il Capitalismo Naturale fa parte della politica dei Partiti Verdi in molti Paesi.